# Sarmadade II
Sarmadade II (em acádio: Šarma-Adad) foi um rei do Antigo Império Assírio que reinou por três anos, mas cujas datas são incertas. Era membro da dinastia de Belubani e filho do antecessor Suninua. Foi sucedido por seu irmão Erisum III. Julian Reade sugeriu que ele veio da cidade de Ecalatum e que poderia ser Sarmadade I.